# Atraphaxis grandiflora
Atraphaxis grandiflora là một loài thực vật có hoa trong họ Rau răm. Loài này được Willd. mô tả khoa học đầu tiên năm 1799.